# Aikaterinī Thanou
Aikaterinī Thanou (in greco Αικατερίνη Θάνου?, eng. Ekateríni Thánou; Atene, 1º febbraio 1975) è un'ex velocista greca.
In carriera è stata campionessa europea dei 100 metri piani a Monaco di Baviera 2002 e medaglia d'argento ai Giochi olimpici di Sydney 2000.

## Biografia
Si rivela al grande pubblico con il bronzo agli Europei di Budapest nel 1998, seguito da una medaglia di uguale colore l'anno successivo al Mondiale di Siviglia. Nel 2000 è argento nei 100 m piani ai Giochi olimpici di Sydney, mentre nel 2002 a Monaco di Baviera si laurea campionessa europea, sempre nei 100 metri piani.
In occasione dei Giochi olimpici di Atene 2004 la Thanou era una delle principali speranze dell'atletica greca. Il giorno prima dell'inaugurazione dei Giochi Thánou ed il suo compagno di allenamenti Kōnstantinos Kenterīs mancarono di eseguire un test antidoping. Inizialmente i due atleti si giustificarono asserendo di essere stati vittime di un incidente motociclistico mentre si stavano recando al villaggio olimpico per eseguire il test dopo aver appreso la notizia della loro infrazione. In seguito però un'indagine ufficiale appurò che l'incidente era stata una messa in scena.
Nello scandalo che seguì il test antidoping mancato (il terzo di quella estate), Kenteris e Thánou annunciarono il loro ritiro dai Giochi il 18 agosto per quello che definirono "l'interesse del paese". A seguito della vicenda i due atleti furono sospesi dalla IAAF il 22 dicembre 2004, ma nel giugno del 2005 furono scagionati da ogni accusa dalla federazione greca. Il loro allenatore Christos Tsekos fu sospeso quattro anni e accusato dei mancati test, ma fu assolto dall'accusa di aver fornito sostanze dopanti.
Dopo una lunga battaglia legale, il 26 giugno 2006, prima di una sentenza definitiva del Tribunale Arbitrale dello Sport di Losanna, gli atleti raggiunsero un accordo con la IAAF accettando le violazioni delle norme antidoping in relazione ai tre test mancati tra il 27 luglio ed il 12 agosto 2004, andando contro la regola 32.2(d) e di non aver fornito la disponibilità a un controllo sangue-urine il 12 agosto 2004, in contrasto con la 32.2(c).
Furono ammessi a partecipare all'attività agonistica dal 22 dicembre 2006, dopo un periodo di squalifica di due anni. Nel maggio 2011, dopo essere stato accusato di aver inscenato l'incidente, è stato condannato (insieme a Kenteris) ad una pena detentiva sospesa di 31 mesi, ma successivamente una corte d'appello ha annullato la sentenza.

## Record nazionali

### Seniores
- 60 metri piani indoor: 6"96 ( Maebashi, 7 marzo 1999)
- 100 metri piani: 10"83 ( Siviglia, 22 agosto 1999)
- Staffetta 4×100 metri: 43"07 ( Bari, 18 giugno 1997) (Maria Tsoni, Ekateríni Kóffa, Marina Vasarmidou, Aikaterinī Thanou)

## Palmarès
| Anno | Manifestazione          | Sede        | Evento      | Risultato        | Prestazione | Note                                     |
| ---- | ----------------------- | ----------- | ----------- | ---------------- | ----------- | ---------------------------------------- |
| 1994 | Mondiali juniores       | Lisbona     | 100 m piani | 4ª               | 11"46       |                                          |
| 1994 | Europei                 | Helsinki    | 100 m piani | Quarti di finale | 11"68       |                                          |
| 1994 | Europei                 | Helsinki    | 4×100 m     | Batteria         | 44"77       |                                          |
| 1995 | Mondiali                | Göteborg    | 100 m piani | Semifinale       | 11"09       |                                          |
| 1995 | Universiadi             | Fukuoka     | 100 m piani | Argento          | 11"30       |                                          |
| 1996 | Europei indoor          | Stoccolma   | 60 m piani  | Oro              | 7"15        |                                          |
| 1996 | Giochi olimpici         | Atlanta     | 100 m piani | Quarti di finale | 11"48       |                                          |
| 1997 | Mondiali indoor         | Parigi      | 60 m piani  | Semifinale       | 7"15        |                                          |
| 1997 | Giochi del Mediterraneo | Bari        | 100 m piani | Oro              | 11"13       |                                          |
| 1997 | Giochi del Mediterraneo | Bari        | 4×100 m     | Argento          | 43"07       | Record nazionale                         |
| 1997 | Mondiali                | Atene       | 100 m piani | Semifinale       | 11"34       |                                          |
| 1997 | Mondiali                | Atene       | 4×100 m     | Semifinale       | 43"15       |                                          |
| 1997 | Universiadi             | Sicilia     | 100 m piani | Oro              | 11"20       |                                          |
| 1998 | Europei indoor          | Valencia    | 60 m piani  | 4ª               | 7"23        |                                          |
| 1998 | Europei                 | Budapest    | 100 m piani | Bronzo           | 10"87       |                                          |
| 1998 | Europei                 | Budapest    | 4×100 m     | 5ª               | 44"01       |                                          |
| 1999 | Mondiali indoor         | Maebashi    | 60 m piani  | Oro              | 6"96        | Record nazionale                         |
| 1999 | Mondiali                | Siviglia    | 100 m piani | Bronzo           | 10"84       |                                          |
| 2000 | Europei indoor          | Gand        | 60 m piani  | Oro              | 7"05        |                                          |
| 2000 | Giochi olimpici         | Sydney      | 100 m piani | Argento          | 11"12       |                                          |
| 2000 | Giochi olimpici         | Sydney      | 4×100 m     | Semifinale       | 43"53       |                                          |
| 2001 | Mondiali                | Edmonton    | 100 m piani | Argento          | 10"91       |                                          |
| 2001 | Mondiali                | Edmonton    | 4×100 m     | 6ª               | 43"25       | Miglior prestazione personale stagionale |
| 2002 | Europei                 | Monaco      | 100 m piani | Oro              | 11"10       |                                          |
| 2002 | Europei                 | Monaco      | 4×100 m     | Semifinale       | 44"04       | Miglior prestazione personale stagionale |
| 2003 | Mondiali                | Saint-Denis | 100 m piani | Bronzo           | 11"03       |                                          |
| 2003 | Mondiali                | Saint-Denis | 4×100 m     | Semifinale       | 43"81       | Miglior prestazione personale stagionale |
| 2007 | Europei indoor          | Birmingham  | 60 m piani  | 6ª               | 7"26        |                                          |